# بيلي جويل
ويليام مارتن «بيلي» جويل (William Martin Billy Joel) (وُلِد في التاسع من مايو عام 1949م) هو عازف بيانو ومغني مؤلف وملحن أمريكي. ومنذ إطلاق أغنيته الشهيرة الأولى، «رجل البيانو» (Piano Man) عام 1973م، أصبح جويل الفنان السادس صاحب أكثر التسجيلات مبيعًا والفنان الثالث المنفرد صاحب التسجيلات الأكثر مبيعًا في الولايات المتحدة، وفقًا آر آي أيه أيه (Recording Industry Association of America). كما أنه احتل أيضًا المرتبة الثالثة في الألبومات الأكثر مبيعًا في الولايات المتحدة من خلال جريتيست هيتس النسخة الأولى والثانية (Greatest Hits).
ويمتلك جويل أربعين أغنية من أفضل الأغاني في السبعينيات والثمانينات والتسعينيات من القرن الماضي، محققًا ثلاثًا وثلاثين أغنية من أفضل أربعين أغنية في الولايات المتحدة، والتي قام بكتابتها جميعًا بنفسه. وهو أيضًا حائز على جوائز الغرامي (Grammy Award) ست مرات، وتم ترشيحه لها ثلاثًا وعشرين مرة، كما أنه بيع له ما يزيد عن مئة وخمسين مليون تسجيل في جميع أنحاء العالم. وقد تم إدخاله عضوًا في ردهة مشاهير المغنيين المؤلفين (Songwriter's Hall of Fame) عام (1992م)، ومتحف الروك آند الرول (1999م)، وردهة مشاهير لونغ آيلند الموسيقية (Long Island Music Hall of Fame) عام (2006م). وأصدرت مجلة بيلبورد (Billboard) في عام 2008م قائمة لأشهر أفضل مئة فنان على الإطلاق للاحتفال بالذكرى السنوية الخمسين لقائمة الأغاني المفردة بالولايات المتحدة، حيث احتل بيلي جويل المرتبة الثالثة والعشرين. باستثناء أغاني عام 2007م «كل حياتي» (All My Life) و«عيد الميلاد في الفلوجا» (Christmas in Fallujah). توقف جويل عن كتابة مواد الروك وتسجيلها بعد أغنية عام 1993م نهر الأحلام (River of Dreams)، ولكنه استمر في مناوبة عمله على نطاق واسع حتى عام 2010م.

## وصلات خارجية
- Billy Joel – Official Website
- بيلي جويل على موقع IMDb (الإنجليزية)
- بيلي جويل على موقع الموسوعة البريطانية (الإنجليزية)
- بيلي جويل على موقع ميوزك برينز (الإنجليزية)
- بيلي جويل على موقع رولينغ ستون (الإنجليزية)
- بيلي جويل على موقع قاعدة بيانات برودواي على الإنترنت (الإنجليزية)
- بيلي جويل على موقع إن إن دي بي (الإنجليزية)
- بيلي جويل على موقع أول ميوزيك (الإنجليزية)
- بيلي جويل على موقع ديسكوغز (الإنجليزية)
- بيلي جويل على موقع قاعدة بيانات الفيلم (الإنجليزية)
- Joel . على يوتيوب
- Billy Joel at Rolling Stone.com
- History of Live Performances by Billy Joel
- Interview at TonyAwards.com